# Ronaldo Monteiro de Souza
Ronaldo Pires Monteiro de Souza (Rio de Janeiro, 28 de janeiro de 1945) é um compositor brasileiro.

## Biografia
Ronaldo é autodidata no piano e no violão e estudou engenharia. Fez parte do Movimento Artístico Universitário (MAU), ao lado de Ivan Lins, Gonzaguinha, Aldir Blanc, Darcy de Paulo e Ruy Maurity, entre outros.
Destacou-se, na década de 1970, como autor de vários sucessos escritos em parceria com Ivan Lins como Agora, Me deixa em paz, Quero de volta o meu pandeiro, Ih, meu Deus do céu, O amor é o meu país, Salve, salve, Aleluia e Tens calmaria, além de Madalena.
Suas músicas foram gravadas por grandes nomes da MPB, como Nélson Gonçalves, Cauby Peixoto, Ângela Maria, Taiguara, Claudette Soares, Leny Andrade, Simone, Evinha, Alcione, Wilson Simonal, Os Morenos, Preto Sem Preconceito, Nana Caymmi, Elymar Santos e Latino, entre outros.